# Adine
 (septembre 2024).
Si vous disposez d'ouvrages ou d'articles de référence ou si vous connaissez des sites web de qualité traitant du thème abordé ici, merci de compléter l'article en donnant les références utiles à sa vérifiabilité et en les liant à la section « Notes et références ».
Adine est un village de Toscane en Italie, administrativement une frazione de la commune de Gaiole in Chianti, dans la province de Sienne.
Le nom de la commune provient de l'étrusque Atnas.

## Histoire
Le territoire d’Adine est déjà fréquenté à l’époque romaine, à la suite de certaines fouilles qui ont mis au jour une nécropole dans la localité de Pozza dei Morti, comme en témoigne le fait qu’il s’y trouvait une colonie.
La première mention du bourg d’Adine remonte au 27 janvier 1070, citée dans une cartula offersionis de l’abbaye de Coltibuono.
Au cours du XIe siècle, elle est documentée comme village rural à vocation agricole et contient des maisons, des terres cultivées et des vignobles.
Au XIIe siècle, le village atteint le statut de « peuple » à la suite de la construction d’une église, insérée dans le pluvier de San Polo in Rosso.
Dans le cadastre florentin de 1427, le bourg compte 19 habitants, faisant partie de deux familles riches de propriétaires.
Adine est également rappelée dans une des tables de Mappe di Popoli e Strade (« Cartes des Peuples et des Routes ») réalisées par la magistrature florentine à la fin du XVIe siècle.
Au XIXe siècle, le territoire est la propriété de la famille Pianigiani, ainsi que le village voisin de Ama.
Au cours du XXe siècle, Adine connais un abandon progressif et un dépeuplement.

## Géographie
Le bourg d’Adine est situé à proximité d’un autre important village médiéval, celui d’Ama, et possède sur son territoire deux autres localités mineures : La Mandria et San Bastiano. Dans la localité de San Bastiano se trouve une précieuse chapelle dédiée au saint.

## Monuments et lieux d’intérêt
- Église de Sant’Andrea, ancienne petite église située au centre du village, remonte au XIIe siècle et se présente dans un style roman. Elle est insérée dans le territoire paroissial de San Polo in Rosso.
- Ferme d’Adine, bâtiment historique datant du XVIe siècle, se compose d’un corps central, l’ancienne maison de maître, et d’autres dépendances qui ont été ajoutées dans les années entre la fin du XIXe et le début du XXe siècle.